# 艾卡拉馬體育會
艾卡拉馬體育會（阿拉伯语：نادي الكرامة الرياضي；Al-Karamah Sports Club），也稱「霍姆斯尊嚴」，是一間位於敘利亞霍姆斯的職業足球會，1928年成立。現於敘利亞足球超級聯賽角逐。隊名中الكرامة是阿拉伯語，意思是「尊嚴」。

## 成就
- 敘利亞足球超級聯賽: 8

1974–75, 1982–83, 1983–84, 1995–96, 2005–06, 2006–07, 2007–08, 2008–09
- 敘利亞盃: 8

1982–83, 1986–87, 1994–95, 1995–96, 2006–07, 2007–08,2008–09, 2009–10
- 敘利亞超級盃: 2

1985, 2008
- 亞洲聯賽冠軍盃:

2006: 亞軍
- 亞洲足協盃:

2009: 亞軍

## 在亞冠比賽的表現
- 亞洲聯賽冠軍盃: 4 次

2006: 亞軍
2007: 四分之一決賽
2008: 四分之一決賽
2010: 預選賽淘汰賽
- 阿拉伯足協球會盃: 1 次

2001: 第一輪
- 亞洲足協盃: 3 次

2009: 亞軍
2010: 四分之一決賽
2011: 小組賽階段

## 外部連結
- （阿拉伯文） （英文） Al-Karamah Fans society website （页面存档备份，存于）